# Свети Николай Рибарски (Бер)
Вижте пояснителната страница за други значения на Свети Николай Рибарски.
„Свети Николай Рибарски и Свети Фанурий“ (на гръцки: Άγιος Νικόλαος ο Ψαράς και Άγιος Φανούριος) е късносредновековна православна църква в южномакедонския град Бер (Верия), Егейска Македония, Гърция. Храмът е част от енория „Големи Свети Безсребреници“.

## История
Църквата е издигната в края на XVI век. В архитектурно отношение е трикорабна базилика с двускатен покрив. В олтарното пространство има фрески от втората половина на XVII век. В храма се пазят старопечатни книги от 1588 година. Художникът на църквата е автор и на стенописите в „Свети Николай Долен“, рисувани в 1638 – 1642 година. Името на храма произлиза от един стенопис вдясно от олтара, на който е изобразено Кръщение Господне с река Йордан пълна с риба.